# Dinsheim-sur-Bruche
Dinsheim-sur-Bruche là một xã thuộc tỉnh Bas-Rhin trong vùng Grand Est đông bắc Pháp.